# Siedlungskammer Bliesbruck-Reinheim
Die Siedlungskammer Bliesbruck-Reinheim erstreckt sich von der saarländischen Gemeinde Gersheim-Reinheim im Bliesgau, auf der deutschen Seite, bis zur französischen Gemeinde Bliesbruck. Das Einzugsgebiet der Siedlungskammer hatte, zur gallorömischen Zeit, einen Radius von ca. 10 Kilometern. Durch archäologische Funde konnte eine durchgängige Besiedlung von der späten Bronzezeit bis in die ältere Merowingerzeit nachgewiesen werden. Zu den bekanntesten Funden der Siedlungskammer gehört das 1954 entdeckte Fürstinnengrab von Reinheim, ein römischer Vicus, der ca. 2000 Einwohner zählte sowie eine römische Palastvilla. Ein Teil der Siedlungskammer gehört heute zum Europäischen Kulturpark Bliesbruck-Reinheim. Bereits seit den 1970er Jahren werden auf dem Gebiet systematische Ausgrabungen durchgeführt.

## Lage und Geologie
Die Siedlungskammer liegt in einer Talerweiterung der Blies zwischen der deutschen Gemeinde Gersheim-Reinheim und der französischen Gemeinde Bliesbruck und gehört zu dem Gebiet des im südöstlichen Saarlandes gelegenen Bliesgau. Der Talgrund liegt im unteren Muschelkalk, der durch kiesige und sandige Ablagerungen überdeckt ist. Darunter befinden sich Buntsandsteinschichten. Die Hochflächen der Siedlungskammer liegen im oberen Muschelkalk. Das geografische Zentrum stellt eine als Homerich bezeichnete ca. 27 ha umfassenden Erhebung mit einem ca. 5 ha großen Hochplateau dar.

## Grabungsgeschichte
Erste Funde sind bereits aus dem Jahr 1760 überliefert. Erste offizielle Ausgrabungen wurden auf dem Areal zwischen 1806 und 1809 durchgeführt. Beim Sandabbau wurde dann im Jahr 1954 das Fürstinnengrab von Reinheim entdeckt und bei Grabungen bis 1957 zwei weitere zu dieser Nekropole gehörige Hügelgräber. Weitere Funde in den 1970er Jahren führten dann zu Rettungsgrabungen, die bis 1979 andauerten. Im Anschluss daran erfolgten Forschungsgrabungen, in deren Verlauf unter anderem ein römischer Vicus mit Therme und Handwerkerviertel und eine römische Palastvilla freigelegt wurden. 1989 wurde dann, unter der Trägerschaft des Saarpfalz-Kreises und des Département Moselle, der grenzüberschreitende Europäische Kulturpark Bliesbruck-Reinheim gegründet. Die Forschungs- und Ausgrabungsarbeiten dauern bis heute an.

## Siedlungsgeschichte
Durch archäologische Funde auf den zur Siedlungskammer Bliesbruck-Reinheim gehörigen Fluren lässt sich eine durchgängige Siedlungsgeschichte von der späten Bronzezeit (13. Jahrhundert v. Chr.) über die Hallstattzeit, die Latènezeit und die Römerzeit bis in die ältere Merowingerzeit (7. Jahrhundert n. Chr.) nachweisen. Insbesondere der 1999 auf der Flur Auf dem Sand entdeckte Friedhof in Reinheim belegt diese kontinuierliche Besiedlung. Dort wurde anhand von Grabfunden eine kontinuierliche Belegung vom ca. 800 v. Chr. bis 500 n. Chr. nachgewiesen. Eine Hochrechnung anhand der Zahl der auf einer Fläche von 200 m² gefundenen Gräber ergab, dass auf dem mehrere Hektar großen Areal mit ca. 2.500 Bestattungen pro Hektar zu rechnen ist. Der Radius des Einzugsgebietes der Siedlungskammer betrug zur gallorömischen Zeit ca. 10 km.

### Paläolithikum Mesolithikum und Neolithikum
In dem spätbronzezeitlichen Siedlungsareal an der Blies konnten Funde aus der Zeit des Mesolithikum (10000 bis 5500 v. Chr.) gemacht werden. Es handelt sich dabei um Einzelfunde steinzeitlichen Werkzeugs. Bei Grabungen auf dem Homerich wurden im Jahr 2009 mehrere zylindrische Gruben gefunden. Aufgrund der Fundlage und des dort bestehenden Hornsteinvorkommens und ihrer Ähnlichkeit mit steinzeitlichen Hornsteinbergwerken kann vermutet werden, dass es sich hierbei um steinzeitliche Abbaustätten von Hornstein handelt. Zugehörige Siedlungsspuren von Häusern oder Gräbern konnten bisher allerdings nicht nachgewiesen werden. Die Funde belegen allerdings, dass in dieser Zeit bereits Menschen in der Siedlungskammer aktiv waren.

### Bronzezeit, Hallstatt- und Latènezeit
Entlang des Bliesufers, auf dem Gebiet des heutigen Kulturparks, konnte ein spätbronzezeitliches Siedlungsareal nachgewiesen werden, an das sich ein spätbronzezeitliches Gräberfeld anschließt. Bei der Untersuchung wurden verschiedene Siedlungsspuren gefunden. Die Siedlungskammer lag an der vorgeschichtlichen Duser Fernhandelsstraße, die von Ostfrankreich bis ins Mittelrheingebiet führte und auf der Waren und vor allen Dingen Salz aus Frankreich transportiert wurden. Diese Straße sowie der Warenaustausch über Rhein und Nahe ermöglichten weitreichende Handelsbeziehungen. So können anhand von Funden bereits in der Hallstattzeit Handelsbeziehungen bis in den Raum Koblenz nachgewiesen werden. Weitere Funde belegen Handelsbeziehungen bis Baden-Württemberg, in den Ostseeraum sowie nach Zentralfrankreich und in den Mittelmeerraum. Die Funde aus dem reichen Fürstinnengrab von Reinheim, das in einer kleinen Nekropole auf dem sogenannten Katzenbuckel gefunden wurde, belegen diese außerordentlichen Handelsbeziehungen auch für die Frühlatènezeit. Einzelne Fundstücke belegen, dass den ansässigen Handwerkern mit Beginn der Eisenzeit bereits die Techniken des Hartlötens von Eisen und der Herstellung goldglänzender Oberflächen bei der Verzinnung von Bronzegegenständen bekannt waren. Ebenso beherrschten diese bereits die Technik des dreilagigen Schweißverbundes bei der Herstellung von Eisenschwertern. Funde aus allen der obigen Zeiträume sowie der Umstand der ununterbrochenen Besiedelung weist die Siedlungskammer als Machtzentrum mit weitreichenden Handelsbeziehungen aus. Untermauert wird diese herausragende Rolle der Siedlungskammer von Bliesbruck-Reinheim auch durch Münzfunde. So wurden bei den Grabungen Gersheim Pfuhlfeld zwei Bronzemünzen gefunden. Beide Münzen stammen aus dem Mittelmeerraum. Eine aus Sizilien (330 bis 310 v. Chr.) und eine aus Kampanien (265 bis 240 v. Chr.), die dort von Karthagern geprägt wurden. Auch die im Spätkeltischen Rundheiligtum Horres gefundenen Münzen, die dort zum Teil als Bauopfer deponiert wurden, kommen in dieser Region nicht oder nur selten vor. 2006 konnten anhand von Ausgrabungen keltische Siedlungsreste am Fuß des Homerichs auf einer Fläche von 20 ha nachgewiesen werden. Nahe der Nekropole des Katzenbuckels wurden bis heute acht weitere Grabhügel aus der Hallstatt- und der Früh- und Mittellatènezeit auf den Fluren Almend und Auf dem Sand gefunden. In einem reichen Brandgrab einer Frau, welches auf ca. 270 v. Chr. datiert wurde, wurden zudem Reste einer aus Bronze bestehenden Stangengliederkette gefunden. Dies und weitere, in Sichtweite zum Homerich gefundene Gräber lassen den Schluss zu, dass die Siedlungskammer Bliesbruck-Reinheim von der späten Hallstattzeit bis zur Spätlatènezeit und dem Beginn der römischen Besiedlung, über einen Zeitraum von 500 Jahren, als ein sogenannter Fürstensitz einer reichen keltischen Führungsschicht, mit ausgedehntem Besitz an Ländereien, angenommen werden kann.

### Römische Zeit
Die Siedlungsaktivitäten setzten sich insbesondere während der römischen Besiedlung fort, was sich besonders an dem Vicus mit Handwerkerviertel und Therme, der um die 2000 Einwohner zählte und das Zentrum der Siedlungskammer darstellte, zeigt. Eine besondere soziale Stellung ist dabei den Besitzern der römischen Villa zuzusprechen. Dafür spricht nicht nur die Grundfläche der Villa von ca. 5.600 m², zu der 12 Anbauten sowie eine Hoffläche von mehr als 44000 m² gehörten, sondern auch die in der Villa gefundene Parademaske sowie eine Statue der Göttin Fortuna. Dies und die Lage der Villa, direkt in der Nähe der Grabhügel der Nekropole mit dem Fürstinnengrab, sowie das Recht zum Siedeln außerhalb des Vicus könnten ein Hinweis auf eine eventuell bestehende Rechtsnachfolge der Besitzer der Villa im Bezug auf die keltische Führungsschicht sein. Auch im Einzugsgebiet entstanden während der Zeit der römischen Besiedlung weitere Villen und Siedlungen. Etwa in der Mitte des 3. Jh. n. Chr. erlebte die Siedlungskammer ihre Blütezeit. Dann folgen zwei Phasen der Zerstörung. Die erste Phase ca. 260 n. Chr. und die zweite Phase ca. 275 n. Chr. Von diesen Zerstörungen waren sowohl das Umland als auch die Siedlungskammer selbst betroffen. Für die Siedlungskammer lassen sich die Zerstörungen im Vicus archäologisch belegen, dessen Westviertel während der ersten Phase fast vollkommen zerstört wurde, während das Ostviertel während der zweiten Phase starke Zerstörungen erlitt. Von Ende des dritten Jhd. n. Chr. bis zur Mitte des 4. Jhd. n. Chr. ist ein langsamer Niedergang der römischen Siedlungstätigkeiten zu verzeichnen. Zwar wurden viele Landgüter noch genutzt und auch Bauten in der Siedlungskammer wurden wieder instand gesetzt, allerdings nicht mehr in Steinbauweise, sondern in Lehm und Holzbauweise. Eine Ausnahme stellt hier die römische Villa von Erfweiler-Ehlingen dar, die vollständig wiederaufgebaut wurde. Für den Zeitraum des Einfalls der Alamannen um 352 n. Chr. und der damit verbundenen, bis ca. 361 n. Chr. andauernden Unruhen ist in der Siedlungskammer anhand von Funden festzustellen, dass die Siedlungsaktivitäten fast vollständig zum Erliegen kamen. Der römische Vicus könnte unter Umständen sogar ganz aufgegeben worden sein. Für die folgende Zeit lassen sich in der Siedlungskammer wieder Siedlungsaktivitäten nachweisen. Funde zeigen, dass auch Handelsbeziehungen zu anderen Provinzen bestanden und wieder ein gewisser Wohlstand herrschte. Diesen Schluss lassen entsprechende Münzfunde zu. Funde von Militaria deuten darauf hin, dass sich wahrscheinlich Militär in der Siedlungskammer aufgehalten hat. Besonders hervorzuheben ist hier der Fund einer „hunnischen“ Pfeilspitze. Ebenso ist anhand von Funden anzunehmen, dass sich Germanen und Burgunden in dieser Zeit in der Siedlungskammer niedergelassen hatten. Archäologische Nachweise für die Zeit von der Mitte des 5. Jhd. n. Chr. bis zum 6. Jhd. n. Chr. fehlen.

### Merowingerzeit
Mit Beginn des 6. Jhd. n. Chr. setzt die Besiedlung durch die Franken ein. Zahlreiche Funde von Gräbern innerhalb der Siedlungskammer sowie im Umland, zum Beispiel der aus 115 Gräbern bestehende Friedhof in Altheim Am Kopp, belegen dies. Dass sich darunter auch bedeutende Familien des merowingischen Adels befunden haben, belegen die Funde von Goldscheibenfibeln aus Frauengräbern in Gersheim, Bliesbruck und Altheim. Zudem wurde 2007 auf dem Plateau des Homerichs ein Adelsgrab aus der 2. Hälfte des 7. Jhd. n. Chr. gefunden. Zu diesem Grab gehörte auch ein Pferdegrab, in dem vier Pferde und zwei Hunde beigesetzt waren. Als ursprünglicher Wohnsitz des Verstorbenen kann der, zu dieser Zeit noch vorhandene, Vicus aus römischer Zeit postuliert werden. Von den fränkischen Siedlungen sind bis auf die Gräber heute keine Spuren mehr vorhanden, da die Plätze in den folgenden Jahrhunderten immer wieder überbaut und weiter genutzt wurden. Erhalten haben sich allerdings die fränkischen Ortsnamen, die im Bliesgau überwiegend auf -ingen und -heim enden. Auffallend im Bliesgau ist, dass oftmals zwei Ortschaften nahe beieinanderliegen. Dabei kommt es immer zu den Kombinationen eines -ing oder -heim-Ortes mit einem -weiler-Ort. Es ist anzunehmen, dass die Orte, die auf -weiler enden im frühen Mittelalter als Tochterorte der älteren Ortschaften entstanden sind, als diese für die wachsende Bevölkerung zu klein wurden. Betrachtet man die Vielzahl der Orte und Ortsgruppen, die noch heute im Bliesgau mit diesen Namen existieren, zeigt sich, wie nachhaltig die fränkische Besiedlung bis in die heutige Zeit nachwirkt.

## Archäologische Fundstellen in der Siedlungskammer
| Ort            | Flur                  | Beschreibung |
| Bebelsheim     | Mandelbachtaler Wald  | mittelbronzezeitlicher Grabhügel |
| Bliesbruck     | Bahnhof               | römischer Friedhof |
| Bliesbruck     | Les Champs            | römisches Siedlungsareal |
| Bliesbruck     | Steinfelder           | römischer Vicus |
| Bliesbruck     |                       | merowingerzeitlicher Friedhof |
| Blies-Ébersing | Kapellenwald          | Grabhügelgruppe |
| Blies-Ébersing |                       | merowingerzeitlicher Friedhof |
| Gersheim       | Großer Acker          | spätbronzezeitlicher Friedhof |
| Gersheim       | Hardt                 | Hügelgräbergruppe |
| Gersheim       | Mühletzel             | merowingerzeitlicher Friedhof |
| Gersheim       | Pfuhlfeld             | römischer Friedhof |
| Habkirchen     | Am Hamm               | hallstattzeitliche Grabhügelgruppe |
| Habkirchen     |                       | merowingerzeitlicher Friedhof |
| Niedergailbach | In den Augärten       | hallstattzeitliche Grabhügelgruppe |
| Niedergailbach | Brückerberg           | hallstattzeitliche Grabhügelgruppe |
| Niedergailbach | Sperr                 | merowingerzeitlicher Friedhof |
| Niedergailbach | Wallringen            | Wüstung |
| Reinheim       | Allmend               | späthallstattzeitliche bis mittellatènezeitliche Grabhügelgruppe; römischer Friedhof; römische Villa; römischer Venustempel               |
| Reinheim       | Auf dem Sand          | späthallstattzeitliche bis mittellatènezeitliche Grabhügelgruppe; römischer Friedhof                                                      |
| Reinheim       | Bannholz              | hallstattzeitliche Grabhügelgruppe |
| Reinheim       | Furtweg               | bronze- bis mittellatènezeitliche Grabhügelgruppe; römische Villa, römischer Friedhof                                                     |
| Reinheim       | Hochwald              | mittelbronzezeitlicher Grabhügel |
| Reinheim       | Homerich              | vorgeschichtliche Schächte; römisches Bergheiligtum; spätmerowingerzeitlicher Friedhof, spätmerowingerzeitliches Adelsgrab mit Pferdegrab |
| Reinheim       | Horres                | Keltische Hügelgrabanlage Horres; Spätkeltisches Rundheiligtum Horres; römisches Siedlungsareal mit Villa                                 |
| Reinheim       | Katzenbuckel          | späthallstattzeitliche bis mittellatènezeitliche Grabhügelgruppe (Keltisches Fürstinnengrab von Reinheim)                                 |
| Reinheim       | Ober Brücker Trischer | römischer Pronaos-Tempel |
| Reinheim       | Osterwiese            | spätbronzezeitlicher Hortfund |
| Reinheim       | Willmannsstein        | Jupitergigantensäule |